# Wild Life (윙스의 음반)
《Wild Life》는 윙스의 데뷔 음반이자 비틀즈 해체 이후 폴 매카트니가 세 번째로 발매한 정규 음반이다. 음반은 1971년 7월에서 8월까지 애비 로드 스튜디오에서 매카트니와 그의 아내 린다, 이전 음반 《Ram》을 함께 작업한 세션 드럼 데디 시웰, 그리고 전 무디 블루스 멤버 데니 레인과 함께 진행되었다. 애플 레코드를 통하여 그해 12월 7일에 발매했고, 영국과 미국 모두 비평적, 상업적으로 미온적인 반응을 얻었다.

## 녹음
1971년 7월, 폴 매카트니는 새롭게 제작한 곡 세트를 새롭게 결성한 윙스와 함께 라이브 스튜디오 녹음의 신선함과 생생함을 포착하기 위해 즉각적이고 미가공적이여야 한다는 사고로 1주일 조금 넘게 녹음을 했다. 8개의 곡 중 5곡은 1테이크만에 녹음했다. 매카트니는 후에 이를 밥 딜런의 빠른 녹음 일정에 영감을 받은 것이라고 밝혔다. 첫 세션은 애비 로드 스튜디오에서 7월 25일 열렸다. 이 때 매카트니는 〈Bip Bop〉과 〈Hey Diddle〉을 부르는 장면을 촬영했으며, 이후에 TV 영화인 《Wings Over the World》에 담겼다.
매카트니의 녹음 스튜디오인 스코틀랜드 더브 루드 스튜디오에서 음반의 리허설을 가졌고, 여기서 폴과 린다는 노래 데모를 몇 개 만들어 후에 애비 로드 스튜디오에서 엔지니어 토니 클라크와 앨런 파슨스의 도움을 받아 음반에 취입했다. 〈Mumbo〉의 도입부에는 폴이 "Take it, Tony"라고 말하는 음성이 존재한다. 폴이 모든 리드 보컬을 도맡았으나 〈I Am Your Singer〉, 〈Some People Never Know〉에서는 린다와 함께했다. 〈Tomorrow〉에는 데니 레인과 린다 매카트니가 배경 보컬을 맡았다.
홍보용 음반 〈The Complete Audio Guide to the Alan Parsons Project〉에서 앨런 파슨스는 그가 어떻게 폴에 마음에 쏙 든 〈I Am Your Singer〉의 러프 믹싱을 했는지를 설명하고 있다.

## 음악과 가사
《Ram》 세션 도중에 녹음된 〈Dear Friend〉은 존 레논과 화해하고 싶다는 자신의 의사를 드러내고 있다. 하지만 레논은 《Imagine》에서 폴을 공격하는 〈How Do You Sleep?〉을 발표하여, 그 또한 《Ram》에서 레논을 공격하는 〈Too Many People〉를 발표한다. 음악 평론가 이언 맥도널드는 매카트니의 감정적 경량에 대해 〈Dear Friend〉을 반론으로 제시했다.
《Wild Life》는 미키 앤 실비아의 1957년 히트곡 〈Love Is Strange〉의 레게 리메이크 버전이 수록되어 있다. 홍보용 싱글을 애플이 준비하여 영국에서 1971년 12월 카탈로그 넘버 R5932로 배포되었으나 앨범 판매가 좋지 않아 상용 출시는 취소되었다.

## 곡 목록
특별한 표기가 없는 한 모든 곡은 폴 매카트니와 린다 매카트니 작곡이다.
1면
1. 〈Mumbo〉 – 3:54
2. 〈Bip Bop〉 – 4:14
3. 〈Love Is Strange〉 (미키 베이커, 실비아 로빈슨, 에델 스미스) – 4:50
4. 〈Wild Life〉 – 6:48

2면
1. 〈Some People Never Know〉 – 6:35
2. 〈I Am Your Singer〉 – 2:15
3. 〈Tomorrow〉 – 3:28
4. 〈Dear Friend〉 – 5:53

### 1993 《The Paul McCartney Collection》 리마스터
1. 〈Mumbo〉 – 3:54
2. 〈Bip Bop〉 – 4:14
3. 〈Love Is Strange" (베이커, 스미스) – 4:50
4. 〈Wild Life〉 – 6:48
5. 〈Some People Never Know〉 – 6:35
6. 〈I Am Your Singer〉 – 2:15
7. 〈Bip Bop Link〉 – 0:52
8. 〈Tomorrow〉 – 3:28
9. 〈Dear Friend〉 – 5:53
10. 〈Mumbo Link〉 – 0:45

1993 리마스터 보너스 트랙
1. 〈Give Ireland Back to the Irish〉 – 3:46

- 윙스의 데뷔 싱글이며 정치적인 이유로 BBC에 방송 금지됐다.

1. 〈Mary Had a Little Lamb〉 – 3:34
  - 윙스의 두 번째 싱글이며 《The Paul McCartney Collection》 이전까지 음반으로 발표된 적이 없다.
2. 〈Little Woman Love〉 – 2:11
  - B면에는 〈Mary Had a Little Lamb〉 수록
3. 〈Mama's Little Girl〉 (폴 매카트니) – 3:41
  - 1990년 〈Put It There〉 싱글 B면에 담겨 첫 발표됨

2007 iTunes 보너스 트랙
1. 〈Give Ireland Back to the Irish (version)〉 - 3:47

- 보컬이 없는 버전으로 B면에는 〈Give Ireland Back to the Irish〉 수록

## 참여 인원
- 폴 매카트니 – 보컬, 베이스 기타, 기타, 피아노, 건반 악기, 타악기
- 린다 매카트니 – 건반 악기, 피아노, 타악기, 보컬
- 데니 레인 – 기타, 베이스 기타, 타악기, 건반 악기, 보컬
- 데디 시웰 – 드럼, 타악기
- 알란 파슨스, 토니 클락 – 엔지니어

## 차트
| 차트 (1971/72)                      | 순위 |
| ----------------------------------- | ---- |
| 호주 켄트 뮤직 리포트 차트          | 3    |
| 캐나다 RPM 음반 차트                | 5    |
| 네덜란드 메가 음반 차트             | 6    |
| 이탈리아 음반 차트                  | 25   |
| 일본 오리콘 주간 LP 차트            | 15   |
| 노르웨이 VG-lista 음반 차트         | 4    |
| 스페인 음반 차트                    | 2    |
| 스웨덴 스베리예토프리스탄 음반 차트 | 3    |
| 영국 음반 차트                      | 11   |
| 미국 빌보드 200                     | 10   |
| 미국 캐쉬 박스 탑 100 앨범          | 6    |
| 미국 레코드 월드 탑 LP 100장        | 9    |
| 서독 미디어 컨트롤 음반 차트        | 47   |

| 차트 (1972)        | 순위 |
| ------------------ | ---- |
| 호주 음반 차트     | 24   |
| 이탈리아 음반 차트 | 98   |

| 국가                 | 인증 |
| -------------------- | ---- |
| 캐나다 (뮤직 캐나다) | 골드 |
| 미국 (RIAA)          | 골드 |

## 참고 문헌
- Brown, Peter; Gaines, Steven (2002). 《The Love You Make: An Insider's Story of The Beatles》. New York: New American Library. ISBN 0-451-20735-1.
- Carr, Roy; Tyler, Tony (1975). 《The Beatles: An Illustrated Record》. New York: Harmony Books. ISBN 0-517-52045-1.
- Garbarini, Vic (1980). 《The McCartney Interview》 (Vinyl LP). Parlophone. CHAT 1.
- Graff, Gary; Durchholz, Daniel (eds) (1999). 《MusicHound Rock: The Essential Album Guide》. Farmington Hills, MI: Visible Ink Press. ISBN 1-57859-061-2.
- Ingham, Chris (2009). 《The Rough Guide to the Beatles》 3판. Rough Guides UK. ISBN 978-1-84836-752-4.
- MacDonald, Ian (2005). 《Revolution in the Head: The Beatles' Records and the Sixties》 Seco Revis판. London: Pimlico (Rand). ISBN 1-84413-828-3.
- Miles, Barry; Badman, Keith, 편집. (2001). 《The Beatles Diary After the Break-Up: 1970–2001》 reprint판. London: Music Sales Group. ISBN 978-0-7119-8307-6.
- Perasi, Luca (2013). 《Paul McCartney: Recording Sessions (1969–2013)》. L.I.L.Y. Publishing. ISBN 978-88-909122-1-4.
- Perone, James E. (2012). 《The Album: A Guide to Pop Music's Most Provocative, Influential, and Important Creations》. ABC-CLIO. ISBN 978-0-313-37907-9.